# George C. Pendleton

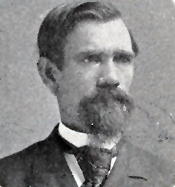
George C. Pendleton

George Cassety Pendleton (* 23. April 1845 bei Viola, Warren County, Tennessee; † 19. Januar 1913 in Temple, Texas) war ein US-amerikanischer Politiker. Zwischen 1893 und 1897 vertrat er den Bundesstaat Texas im US-Repräsentantenhaus.

## Werdegang
George Pendleton besuchte die öffentlichen Schulen seiner Heimat und die Hannah High School. Im Jahr 1857 zog er mit seinen Eltern nach Belton in Texas, wo er im Handel und in der Landwirtschaft arbeitete. Während des Bürgerkrieges diente er im Heer der Konföderation. Nach dem Krieg setzte er an der Waxahachie Academy im Ellis County seine Ausbildung fort. Danach war er zwölf Jahre lang als fahrender Händler tätig. Anschließend arbeitete er wieder im Handel und der Landwirtschaft. Gleichzeitig schlug er als Mitglied der Demokratischen Partei eine politische Laufbahn ein. Zwischen 1876 und 1910 war er Delegierter auf allen regionalen demokratischen Parteitagen in Texas. Von 1882 bis 1888 saß Pendleton als Abgeordneter im Repräsentantenhaus von Texas, dessen Präsident er im Jahr 1886 war. In den Jahren 1890 bis 1892 amtierte er als Vizegouverneur seines Staates. Im Juli 1896 nahm er als Delegierter an der Democratic National Convention in Chicago teil, auf der William Jennings Bryan erstmals als Präsidentschaftskandidat nominiert wurde.
Bei den Kongresswahlen des Jahres 1892 wurde Pendleton im siebten Wahlbezirk von Texas in das US-Repräsentantenhaus in Washington, D.C. gewählt, wo er am 4. März 1893 die Nachfolge von William H. Crain antrat. Nach einer Wiederwahl konnte er bis zum 3. März 1897 zwei Legislaturperioden im Kongress absolvieren. Im Jahr 1896 lehnte er eine weitere Kandidatur ab. Nach dem Ende seiner Zeit im US-Repräsentantenhaus stieg Pendleton in das Bankgewerbe ein. Außerdem studierte er Jura. Nach seiner im Jahr 1900 erfolgten Zulassung als Rechtsanwalt begann er in Temple in seinem neuen Beruf zu arbeiten. In dieser Stadt ist er am 19. Januar 1913 auch verstorben.